# XOOPS
XOOPS(/ˈzuːps/)는 PHP로 작성된 자유-오픈 소스 저작물 관리 시스템(CMS)이다. 사용자들이 자신의 웹사이트를 자신의 입맛에 맞게 바꾸고 업데이트하고 테마를 바꿀 수 있는 모듈러 아키텍처를 사용한다.
XOOPS는 GNU 일반 공중 사용 허가서(GPL)에 의거하여 배포되며 자유롭게 사용, 수정, 재배포할 수 있다.

## 개요
XOOPS는 "eXtensible Object Oriented Portal System"(확장 가능한 객체 지향 포털 시스템)의 앞글자를 딴 것이다. 포털 시스템으로 시작했으나 나중에는 웹 프레임워크로 발전하였다. 모듈 설치를 통하여 중소형, 대형 사이트에 의해 사용할 수 있는 웹 프레임워크 역할을 맡는다. 이를테면 XOOPS 설치본은 개인 블로그나 저널로 사용할 수 있으나 확장 및 사용자 지정도 가능한데, 이를테면 사용자는 적절한 모듈(프리웨어 및 상용)을 추가하여 뉴스, 포럼, 다운로드 등의 내용물을 저장할 수 있다.
XOOPS에 관한 책은 5개 언어로 출판되어 있다.

## 같이 보기
- 저작물 관리 시스템
- 자유 소프트웨어
- 오픈 소스 소프트웨어